# قابل للكسر (مسلسل)
قابل للكسر، هو مسلسل درامي رومانسي كويتي من إنتاج قناة الراي وتمثيل ميساء مغربي ومحمود بوشهري وعبد الله بوشهري وفوز الشطي وباسمة حمادة

## القصة
يذهب العمل إلى تحليل ضعف الإنسان أمام الحب ومشاعره وكيف يحوله إلى انسان شديد الهشاشة قابل للكسر بسهولة.. بجانب التعرض لبعض المشكلات المجتمعية المختلفة كالفوارق الطبقية بين الزوجين والصعوبات التي تواجه المرأة عندما تعمل وسط مجتمع ذكوري بالكامل
تدور القصّة حول «جنان» و«علي»، هما من بيئتين مختلفتين، «جنان» فتاة ارستقراطيّة أما «علي» فهو ابن بيئة شعبيّة جدا. والشيء الوحيد المشترك بينهما هو أن «جنان» توفّي والدها ووالدتها إثر حادث مروري، و«علي» فقد والده ووالدته معا عندما كان صغيرا.
بعد زواج فاشل والعديد من المشاكل، تصادف «جنان» «علي» وتجد فيه كلّ مواصفات فارس الأحلام. شاب مسؤول، وسيم، ذو شخصيّة قويّة وخفّة دم تجعلها تقع في غرامه وتتمسّك به رافضةً كلّ النصائح والتحذيرات التي تقول إنّ «علي» لا يحبّها ويطمع في ثروتها لا أكثر.
هل سيحبّها يوما؟ «علي» الإنسان القوي المتجبّر غير القابل للكسر ما الذي سيغيّره ويقلب حياته رأسا على عقب؟

## بطولة
- ميساء مغربي
- فوز الشطي
- شيماء علي
- اسيل عمران
- مرام
- باسمة حمادة
- ياسة
- نور الغندور
- أحمد السلمان
- محمود بوشهري
- عبد الله بوشهري
- يعقوب عبد الله
- عبد الله الزيد